# Tijgerslang
De tijgerslang (Telescopus semiannulatus) is een slang uit de familie toornslangachtigen en de onderfamilie Colubrinae.

## Naam en indeling
De wetenschappelijke naam van de soort werd voor het eerst voorgesteld door Andrew Smith in 1849. Later werd de wetenschappelijke naam Tarbophis semiannulatus gebruikt. De soortaanduiding semiannulatus kan vertaald worden als 'halve ring'.

## Uiterlijke kenmerken
De tijgerslang heeft een geelbruine tot roze lichaamskleur aan de bovenzijde, met zwarte dorsale vlekken die doorlopen op de flanken. Het aantal vlekken varieert van 22 tot 70. De vlekken vormen halve dwarsbanden op het lichaam en vandaar de wetenschappelijke soortaanduiding semi-annulatus, dat 'halve ring' betekent. Op de buikzijde ontbreekt de zwarte kleur.  Het lichaam is dun met gladde schubben. De tijgerslang bereikt een lichaamslengte van ongeveer zestig centimeter tot een meter.

## Leefwijze
Deze nachtactieve, terrestrische slang is vrij traag en leeft doorgaans op de grond. Soms klimt het dier in struiken, dode bomen en op rieten daken.

## Verspreiding en habitat
Deze soort komt voor in zuidelijk Afrika en leeft in de landen Angola, Namibië, Botswana, Zimbabwe, Zuid-Afrika, Zambia, Congo-Kinshasa, Malawi, Tanzania, Rwanda, Burundi, Kenia, Swaziland en Mozambique. Mogelijk komt de slang ook voor in Congo-Brazzaville.

### Ondersoorten
De soort wordt verdeeld in twee ondersoorten die onderstaand zijn weergegeven, met de auteur en het verspreidingsgebied.
| Naam                                 | Auteur        | Verspreidingsgebied                  |
| ------------------------------------ | ------------- | ------------------------------------ |
| Telescopus semiannulatus polystictus | Mertens, 1954 | Namibië, Zuid-Afrika                 |
| Telescopus semiannulatus             | Smith, 1849   | De rest van het verspreidingsgebied. |